# 日本温泉気候物理医学会
一般社団法人日本温泉気候物理医学会（にほんおんせんきこうぶつりいがくかい、英文名 THE JAPANESE SOCIETY OF BALNEOLOGY, CLIMATOLOGY AND PHYSICAL MEDICINE、略称BCPM）は、1935年、東京大学医学部内科物理療法学教室、日本温泉協会学術部を母体とし、温泉療法・温泉気候およびその医学的応用に関する学術的研究を目的として、日本温泉気候学会として設立、1962年日本温泉気候物理医学会と改称した学会。温泉療法医・温泉療法専門医の認定を行う。
事務局を東京都中央区銀座8-17-5アイオス銀座705号室に置いている。

## 活動
- 学術集会の開催、学会誌の編集・発行、専門医の育成・教育研修の実施、専門医・研修施設などの認定、日本国内外の関連学会および諸団体との交流・協力助成など。総会は温泉地で開かれることが多い。[2]

温泉療法医
- 正しい温泉・気候・物理療養指導を行えるよう教育研修会全課程を修了し、当学会入会年より3年を経て、認定を受けた医師。現在、5年毎の更新があり、当学会に所属していることが条件となっている。 療法医取得のための教育研修会は、年1回の総会・学術集会に併せて2日の日程で行われている。

温泉療法専門医
- 温泉療法専門医は、療法医認定より2年上を経て（学会会員歴5年以上）、専門医試験合格、専門医取得条件を満たし、認定を受けた医師。5年毎の更新がある。

## 機関誌
- 『日本温泉気候物理医学会雑誌』  年4回

## 書籍
- 『新入浴・温泉療養マニュアル』
- 『新温泉医学』